# Gamemaster Series
Die Gamemaster Series ist eine Brettspielserie von MB, die in den 1980er Jahren erschien. Von den fünf zugehörigen Spielen sind in Deutschland nur Axis & Allies, Shogun alias Samurai Swords und, allerdings erst als überarbeitete Neuauflage, Conquest of the Empire erschienen. Darüber hinaus gab es auf dem amerikanischen Markt die Spiele Fortress America und Broadsides and Boarding Parties. Alle fünf Spiele sind ausgesprochene Strategiespiele und haben komplexe Regelwerke, die eine gewisse Einarbeitungszeit erfordern.

## Spiele aus der Gamemaster Series

### Shogun / Samurai Swords / Ikusa
Shogun ist eines der beiden zunächst auch in Deutschland erschienenen Spiele aus der Gamemaster Serie. Da es zu Namenskonflikten wegen des gleichnamigen Spiels von Ravensburger kam, wurde es 1995 in Samurai Swords umbenannt. Zwei bis fünf Spieler ringen hier um die Vorherrschaft im feudalen Japan des 16. Jahrhunderts. Der Spielplan stellt eine Landkarte Japans dar, das in Provinzen eingeteilt ist, die es zu erobern gilt. In seinem Grundprinzip ähnelt Shogun bzw. Samurai Swords dem Spieleklassiker Risiko.

### Axis & Allies
Axis & Allies wurde zuerst 1984 in den USA veröffentlicht, für den deutschen Markt wurden einige Modifikationen vorgenommen. Das Spiel für bis zu fünf Spieler ist eine Kombination aus Militärkonflikts- und Wirtschaftssimulation, bei der die Achsenmächte und die Alliierten um die Weltherrschaft konkurrieren. In der „Brettspielszene“ gilt Axis & Allies, auf dem auch mehrere Computerspiele basieren, als Klassiker.

### Conquest of the Empire
Conquest of the Empire ist ähnlich wie Axis & Allies, spielt jedoch im Alten Rom zur Zeit des Marcus Aurelius. Vier bis sechs Spieler schlüpfen in die Rollen von Feldherren, die um Rom kämpfen. Im Gegensatz zu Axis & Allies erhält das Spiel durch nicht nachproduzierbare, aber eminent wichtige Feldherren einen anderen taktischen Schwerpunkt.

### Fortress America
Fortress America wurde 1986 publiziert und spielt in der nahen Zukunft des 21. Jahrhunderts. Die Story bezieht die „Star-Wars-Politik“ der damaligen US-Regierung mit ein: nachdem durch Weltraumwaffen Nuklearschläge gegen die Vereinigten Staaten unmöglich geworden sind, greifen die feindlichen Machtblöcke „Ostasiatisches Commonwealth“, „Euro-Sowjetische Allianz“ und „Zentralamerikanische Konföderation“ mit konventionellen Waffen an. Fortress America war kommerziell recht erfolgreich und wurde bei den Origins Awards als Best 20th Century Game des Jahres 1986 prämiert.

### Broadsides and Boarding Parties
Broadsides and Boarding Parties ist das einzige Spiel der Serie, an dem nur zwei Spieler teilnehmen können. Hier wird der Kampf zweier Schiffe gespielt. Broadsides and Boarding Parties ist wegen der frühen Einstellung der Produktion bei Sammlern sehr begehrt.